# Colombe de Chapman
Leptotila ochraceiventris
Espèce
Statut de conservation UICN

 VU A2c+3c+4c;B1ab(i,ii,iii,iv,v);C2a(i) : Vulnérable
La Colombe de Chapman (Leptotila ochraceiventris) est une espèce d'oiseau de la famille des Columbidae. Le nom de l'espèce est celui de son premier descripteur Frank Michler Chapman (1864-1945).

## Description
Cet oiseau mesure 23 à 25 cm pour une masse de 150 g environ.

## Répartition
Cet oiseau vit dans la région du Tumbes (nord-ouest du Pérou et extrême sud-ouest de l'Équateur).